# Chthonius romanicus
Chthonius romanicus är en spindeldjursart som beskrevs av Beier 1935. Chthonius romanicus ingår i släktet Chthonius och familjen käkklokrypare. Inga underarter finns listade i Catalogue of Life.